# 张云川 (1904年)

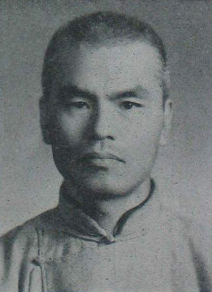
張雲川近照

張雲川（1904年3月18日—1965年3月22日），原名张长浚，男，江苏省萧县（今属安徽省）寿楼乡张寿楼村人，中华民国及中华人民共和国政治人物。

## 生平
民国8年（1919年）考入徐州的江苏省立第七师范学校。毕业后，回乡任小学教员、校长等职。民国15年（1926年）考入黄埔军校第四期。在校期间，因对中山舰事件以及“孙文主义学会”等右派组织的活动不满，发表过一些反对校长蒋介石、批评时政的言论，故被视作左倾激进分子。1927年四一二事件后，被迫离开广州到武汉，参与中国国民党江苏省的地下反蒋活动。同年七一五事件后，在国民革命军第五路军政治部任职，随军北伐，任團政治指導員。
民国17年（1928年）离开部队，来到山东金乡、诸城等县师范学校任教。在金乡任教时，因为支持民众反对县长侵吞公款而被捕入狱，不久便获释。民国19年（1930年），參加中國國民黨臨時行動委員會。民国24年（1935年），该会更名为“中华民族解放行动委员会”，他被推举为中央委员，奉派到北平、山东、河南、绥远等地开展抗日宣传和组织工作。曾任察哈爾抗日同盟軍政治教官。
民国27年（1938年）到重庆，在李济深主持的國民政府軍事委员會戰地黨政委員會担任視導員。为了解沦陷区情况，他孤身潜入北平，搜集了许多日伪罪行资料，但在返回途中遭日军逮捕，后来由于罪证不足而获释。張雲川将搜集到的资料带到战地黨政委员会展出。
民国30年（1941年），張雲川参加中国民主政團同盟（民盟），此后任民盟中央委員，民盟華北總支委員會秘書長。同年6月，到香港筹办《光明報》，任副社长。曾用笔名“雨三”撰文，驳斥中国国民党对中国民主政团同盟的污蔑。
1941年日军占领香港，張雲川返回重庆，随后代表中国民主政团同盟和中华民族解放行动委员会，到苏北解放区参观，访问了新四军军部以及第四师、第二师的所在地，受到陈毅、谭震林、罗炳辉、彭雪枫等新四军将领的接待，民国32年（1943年）6月离开苏北解放区。临行前，陈毅赠張雲川诗四首，其中一首为：“春风取花去，酬我以清阴；温温君子度，桓桓壮士心；海泽良饶沃，山岚足苦心；乔木莺迁候，重游锡玉音。”
返回重庆后，張雲川汇报了此行见闻，并且接受了路透社、塔斯社记者采访，还以笔名“刚文”在新华社办的双周刊《群众》上发表《苏北见闻》。不久，他又到桂林、昆明等地向文化界及知识界人士作宣传，扩大了中国共产党和新四军的影响。民国33年（1944年），他再度来到苏北解放区，相机策反汪精卫政权军队。经过一年多的努力，汪精卫政权淮海省省长郝鹏举在日军投降后宣布向新四军投诚（后来郝鹏举被中国国民党方面收买而叛变，被中国人民解放军歼灭）。
民国36年（1947年）1月，中华民族解放行动委员会在上海开会，决定更名为“中国农工民主党”，張雲川当选为中委、常委。1948年5月，張雲川来到北平和聂荣臻取得联系，参与策动傅作义起义。
1949年9月，張雲川作为中国农工民主党代表参加中国人民政治协商会议第一届全体会议。中华人民共和国成立后，任中央人民政府政务院参事（1954年之后为国务院参事）。1954年，当选为第一届全国人民代表大会代表、全国人民代表大会法案委员会委员、第二届全国政协地方工作委员会委员。他还兼任民盟中央副秘书长、中国农工民主党中央执行局委员。1957年底，被打成“右派”。
1965年3月22日，張雲川病逝。

## 身后
1980年，错划为右派的冤案获得平反。张云川和妻子李芸书合葬在北京东北义园。张云川、李芸书夫妇墓旁边，另有张云川岳母李吉瑞武之墓。

## 家庭
- 妻：李芸书。其母为李吉瑞武。[1]